# تپه باستانی قنبر آباد شهرری
تپه باستانی قنبرآباد واقع روستای قنبرآباد در بخش فشافویه دهستان کلین، شهرستان ری در استان تهران است.
این تپه در مسیر چرمشهر به ورامین و شهرری واقع شده و متاسفانه در بین زمین های بدون کاربری و بیابان های دشت فشافویه به حال خود رها شده است.

## بی توجهی به آثار ملی
یک تپه باستانی، در مجاورت زمین های کشاورزی و نامشخص کاربری، در مجاورت آراد کوه شهرری بخش فشافویه به حال خود رها شده است.